# Manuel Reyes Nava
Gral. Manuel Reyes Nava fue un militar mexicano que participó en la Revolución mexicana. Nació en el poblado del Ajusco, hoy incorporado a la delegación de Tlalpan, Distrito Federal siendo hijo de Gabino Reyes y de Piedad Nava. En 1912 se incorporó a las fuerzas zapatistas bajo las órdenes de su hermano Valentín Reyes Nava, operando en el Estado de México. Se destacó por ser un revolucionario de gran valor y fiel a los postulados del Plan de Ayala. En 1920 con el triunfo del movimiento del Plan de Agua Prieta ingresó al Ejército Mexicano. En 1927 se unió a la lucha cristera operando en las inmediaciones del Distrito Federal, Morelos, Puebla y Michoacán. Fue hecho prisionero en Toluca y fusilado el 21 de agosto de 1927.   